# Joshua Slocum

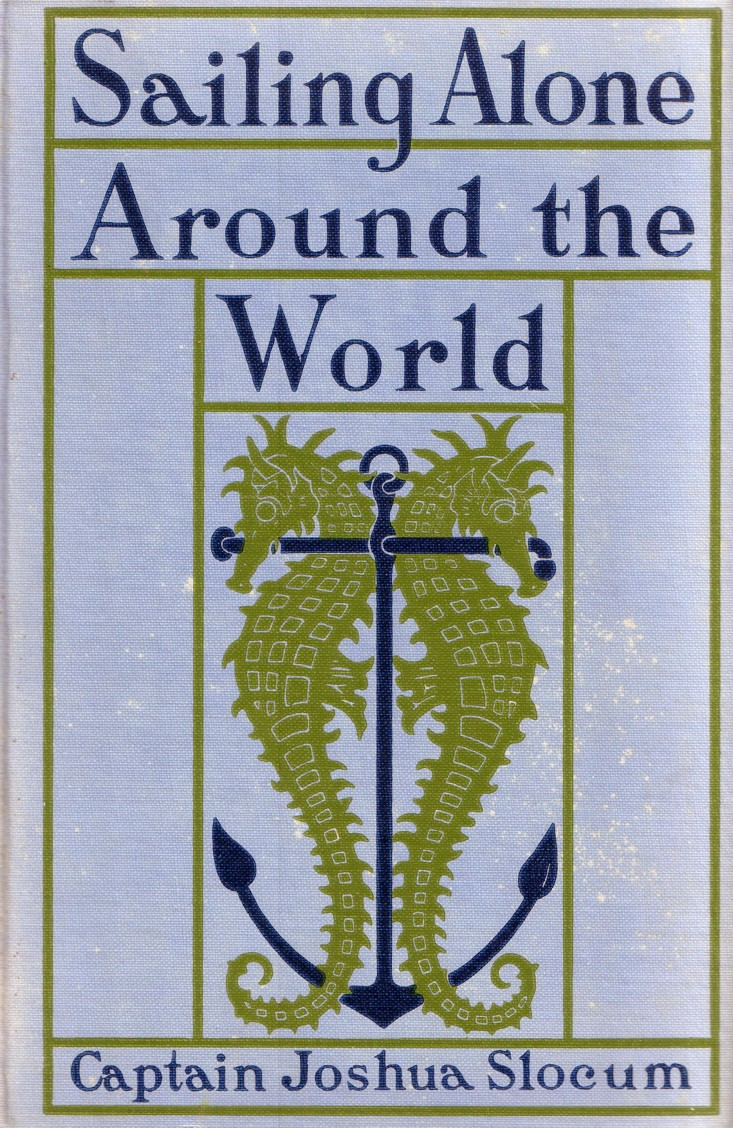
Capa do livro de Joshua Slocum

Joshua Slocum (Nova Escócia, 20 de fevereiro de 1844 – Desaparecido no mar em data próxima a 14 de novembro de 1909) foi um marinheiro, escritor e aventureiro, cidadão dos Estados Unidos da América, embora nascido no Canadá. Escreveu livros sobre suas aventuras e se notabilizou por ser o primeiro a velejar em solitário ao redor do mundo.

## Infância e começo de carreira
Joshua foi o quinto filho de John e Sara Jane Slocum, nascido na localidade de Wilmot, Nova Escócia, Canadá. Saiu de casa aos doze anos para ser aprendiz de marinheiro com os pescadores na Baía de Fundy. Aos 16 anos navegou para a Inglaterra onde embarcou como marinheiro no navio Tanjore, servindo nas rotas para o oeste, transportando carvão e cereais para São Francisco, subindo na escala até se tornar chefe da tripulação. Em 1869, fixou residência nesta cidade, tornando-se cidadão americano. Finalmente em 1869, com 25 anos, ganhou o comando de uma escuna, navegando na rota Seattle – São Francisco.

## Uma vida no mar
Slocum passou a maior parte de sua vida no mar. Quando seu barco, o Aquidneck, naufragou na costa do Brasil no ano de 1887, ele vendeu os salvados e construiu, no litoral do Paraná, na antiga cidade de Guaraqueçaba, um barco de 35 pés chamado Liberdade (assim mesmo, em língua portuguesa) em homenagem à abolição da escravatura no Brasil assinada no mesmo dia que o barco foi para o mar. Com ele, Slocum voltou com a família para Washington, DC, navegando 5 500 milhas. Em 1894 publicou seu primeiro livro, Viagem do Liberdade onde descreve esta aventura, mas que não teve muita repercussão.

## Primeira circum-navegação solitária

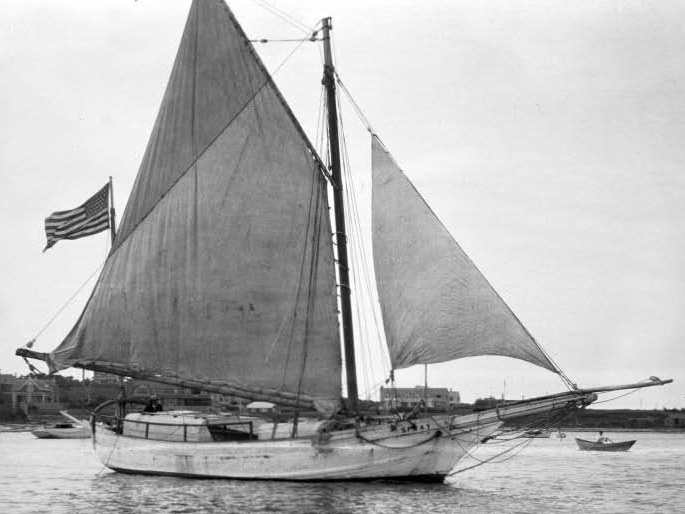
O veleiro Spray

Encontrava-se em Boston quando reformou um pesqueiro de 37 pés (11,2 m) e 9 t armado em sloop (um mastro, uma vela grande e uma bujarrona avante) batizado Spray. Foram precisos 13 meses para reconstruir o barco. Em 24 de abril de 1895 partiu de Boston para só retornar em 27 de junho de 1898, ancorando em Newport, tendo dado a volta ao mundo sozinho, uma distância de 46 mil milhas (85 192 km), em pouco mais de três anos. Tinha reformado o barco, agora armado em iole (um mastro maior avante e um menor atrás da madre do leme), após enfrentar problemas no Estreito de Magalhães.
Slocum partiu com menos de US$ 50, provisões para alguns meses e uma espingarda para se proteger de piratas. O roteiro era cruzar o Atlântico em direção à Europa e depois seguir para a Terra do Fogo, atravessar o oceano Pacífico até a Oceania, contornar o Cabo da Boa Esperança pelo oceano Índico e voltar pelo Atlântico para o ponto de partida. A viagem teve várias dificuldades. Pouco depois do início da aventura, em 24 de julho de 1895, Slocum já enfrentava a primeira tempestade. Ao passar pelo Estreito de Magalhães, enfrentou duas tentativas de invasão. Em 1897, ao passar pela Grande Barreira de Corais, por pouco não encalhou. Nos locais onde parava, buscava realizar palestras, geralmente recebendo pagamento em produtos de subsistência. A bordo do Spray, alimentava-se de batatas, bacalhau salgado, biscoitos e de peixes que caíam no barco.
Em 1899, descreveu sua viagem no livro Sailing Alone Around the World (Navegando solitário ao redor do mundo), publicado em 1900 com 5 mil exemplares, um livro de sucesso instantâneo, hoje considerado um clássico da literatura de viagens. É uma maravilhosa aventura no ocaso da idade das viagens a vela e serviu de inspiração para muitos que vieram depois. Com o que ganhou dos direitos autorais, comprou sua primeira casa. No entanto, não ficou muito tempo em terra firme. Em 1905 partia para as Índias Ocidentais, voltando no ano seguinte. Depois, partiria para sua última viagem, à Amazônia.

## Navegando em solitário
Não podendo contar com equipamentos eletrônicos ou lemes de vento, comuns hoje em dia mas inexistentes na época, Slocum utilizava um conjunto composto por cabos e polias para controlar o leme e manter o barco sempre alinhado no vento, uma vez que não podia alternar turnos com companheiros de viagem. Um lado da cana do leme era amarrado à escota da genoa e o outro no cabo da vela grande, com o auxílio de polias corretamente colocadas. Podia então dormir por breves períodos ou cuidar do restante do barco sem ter que permanecer ao leme todo o tempo. Dependendo do lado em que o vento variava, alterava diferentemente uma das velas, que pelo cabo atado ao leme, corrigiam a posição e evitavam que o barco virasse. Solução simples e engenhosa que aprendera com antigos pescadores, do tempo em que todos os barcos eram à vela.

## Desaparecimento
Em 14 de novembro de 1909, Slocum zarpou no Spray de Vineyard Haven, Massachusetts, para as Índias Ocidentais em uma de suas habituais viagens de inverno. Ele também havia manifestado interesse em iniciar sua próxima aventura, explorando os rios Orinoco, Negro e Amazonas. Slocum nunca mais foi visto. Em julho de 1910, sua esposa informou aos jornais que acreditava que ele estava perdido no mar.
Apesar de ser um marinheiro experiente, Slocum nunca aprendeu a nadar e considerava que aprender a nadar era inútil. Muitos marinheiros compartilhavam desse pensamento, pois nadar só seria útil se a terra estivesse extremamente próxima.
Em 1924, Joshua Slocum foi declarado legalmente morto.

## Legado
As conquistas da Slocum foram bem divulgadas e honradas. O nome Spray tornou-se uma escolha para iates de cruzeiro desde a publicação do relato de Slocum sobre sua circum-navegação. Ao longo dos anos, muitas versões do Spray foram construídas a partir dos planos do livro de Slocum, mais ou menos reconstruindo o saveiro com vários graus de sucesso.
Da mesma forma, o marinheiro francês de longa distância Bernard Moitessier batizou seu barco de 39 pés (12 m) em homenagem a Slocum. Foi neste barco que Moitessier navegou do Taiti para a França, e ele também velejou Joshua na Sunday Times Golden Globe Race de 1968 ao redor do mundo, fazendo um bom tempo, apenas para abandonar a corrida perto do final e navegar para as Ilhas Polinésias.
Ferries nomeados em honra de Slocum (Joshua Slocum e Spray) serviram as duas corridas Digby Neck na Nova Escócia entre 1973 e 2004.  O Joshua Slocum foi apresentado na versão cinematográfica de Dolores Claiborne.
Um planador subaquático – um veículo submarino autônomo (AUV), projetado pelo Instituto Scripps de Oceanografia, recebeu o nome do navio Spray da Slocum. Tornou-se o primeiro AUV a cruzar a Corrente do Golfo, enquanto operado pela Woods Hole Oceanographic Institution.  Outro AUV foi nomeado após o próprio Slocum: o planador elétrico Slocum, projetado por Douglas Webb da Webb Research (desde 2008, Teledyne Webb Research).
Em 2009, um planador Slocum, modificado pela Universidade Rutgers, cruzou o Atlântico em 221 dias. O RU27 viajou de Tuckerton, Nova Jersey, para Baiona, Pontevedra, Espanha – o porto onde Cristóvão Colombo desembarcou em seu retorno de sua primeira viagem ao Novo Mundo. Como o próprio Slocum, o planador Slocum é capaz de viajar por milhares de quilômetros. Esses planadores continuam a ser usados por várias instituições de pesquisa, incluindo o Departamento de Oceanografia e o Grupo de Pesquisa Geoquímica e Ambiental (GERG) da Texas A&M University, para explorar o Golfo do México e outros corpos d'água.
Um monumento a Slocum existe na Ilha Brier, Nova Escócia, não muito longe da loja de botas de sua família. Ele é homenageado em exposições em museus no New Bedford Whaling Museum em Massachusetts, no Maritime Museum of the Atlantic em Halifax, Nova Escócia, e no Mount Hanley Schoolhouse Museum perto de sua terra natal. Várias biografias sobre Slocum são publicadas.
O rio Slocum em Dartmouth, Massachusetts, foi nomeado em sua homenagem, assim como uma planta recém-descoberta nas Ilhas Maurício enquanto ele estava lá: "Voltando ao Spray por meio do grande conservatório de flores perto de Moka, o proprietário, tendo apenas naquela manhã descoberto uma planta nova e resistente, para minha grande honra a chamou de 'Slocum'". O próprio Slocum descobriu uma ilha por acidente, e a nomeou Alan Erric Island.
 

Slocum foi introduzido no National Sailing Hall of Fame em 2011.